# Erik Berg (fotbollsspelare)
Anders Erik Berg, född Johansson den 30 december 1988 i Falkenbergs församling, Hallands län, är en svensk före detta fotbollsspelare (mittback) som senast spelade för Djurgårdens IF. Hans yngre bror, Felix Johansson, har tidigare spelat i Falkenbergs FF.

## Karriär
Bergs moderklubb är Falkenbergs FF, vars A-lag han tillhörde från 2008. Han skrev på för Gais den 31 augusti 2011 och gjorde sitt första mål för klubben i höstderbyt mot IFK Göteborg den 17 oktober 2011, en match som Gais vann med 1–0. Gais trillade ur allsvenskan 2012 och den 12 december 2012 bekräftade Malmö FF att han hade skrivit på ett fyraårskontrakt med klubben. Han ledde Malmö FF till både SM-guld och en plats i Uefa Champions League 2014.
Den 8 juli 2015 blev det klart att Berg flyttade till Belgien och KAA Gent och signerade ett fyraårskontrakt med den belgiska klubben. Sejouren i Gent inleddes starkt och han startade de första tio matcherna, men en skada gjorde att han missade fortsatt spel i ligan och Champions League.
Den 18 januari 2016 värvades han av danska FC Köpenhamn och skrev på ett femårskontrakt. Han var med och vann Danska Cupen och Superligaen både 2016 och 2017. I augusti 2017 blev han korsbandsskadad och blev borta i åtta månader. 
Den 26 juni 2018 skrev han ett kontrakt på 4,5 år med Djurgårdens IF. 2019 vann Berg SM-guld med Djurgårdens IF.
Den 11 juni 2021 meddelades att han avslutat sin professionella karriär på grund av en knäskada.

### Karriär i landslaget
Den 21 januari 2014 debuterade han i det Svenska A-landslaget i en träningslandskamp mot Island. Året efter startade han i två EM-kvalmatcher, mot Moldavien och Montenegro. Han ersatte Mikael Antonsson i den första EM-play off matchen mot Danmark på Friends Arena och startade sedan returen på Parken i Köpenhamn. Matchen slutade 2-2, vilket gjorde att Sverige kvalificerade sig för ett nytt mästerskap. 
I EM 2016 ersatte han Mikael Lustig i den andra halvleken i den inledande matchen mot Irland och startade därefter gruppspelsmatcherna mot Italien och Belgien tillsammans med Andreas Granqvist i mittförsvaret. Matchen mot Belgien blev Bergs tolfte och sista landskamp. I augusti 2016 tackade han nej till fortsatt spel i landslaget. 

## Privatliv
Berg är sedan 2018 gift med tv-profilen Carina Berg och han bytte i samband med giftermålet namn. Paret har en son född 2019 och en dotter född 2021.